# Gud har omsorg om vårt släkte
Gud har omsorg om vårt släkte är en bröllopspsalm med text av Britt G. Hallqvist från 1981. Musik komponerad av Egil Hovland 1984.
Psalmen har två verser som handlar om Guds omsorg i vår ensamhet, hur kärleken mellan en man och en kvinna finns som en blomma att ge åt varandra och hur den skaparkraft han gett oss skänker mod och lust att tända ljus i livets mörker.

## Publicerad som
- Nr 411 i Den svenska psalmboken 1986 under rubriken "Vigsel".
- Nr 452 i Psalmer och Sånger 1987 under rubriken "Kyrkan och nådemedlen - Vigsel".[1]
- Nr 738 i Svensk psalmbok för den evangelisk-lutherska kyrkan i Finland (1986) under rubriken "Sånger för kyrkliga förrättningar Vigsel" med melodi av Gustav Düben 1674.